# Contea di Namling
La contea di Namling (南木林县S, Nánmùlín XiànP) è una contea della Cina, situata nella Regione Autonoma del Tibet e amministrata dalla prefettura di Shigatse.